# Waymo
- Este artigo foi inicialmente traduzido, total ou parcialmente, do artigo da Wikipédia em inglês cujo título é «Waymo».

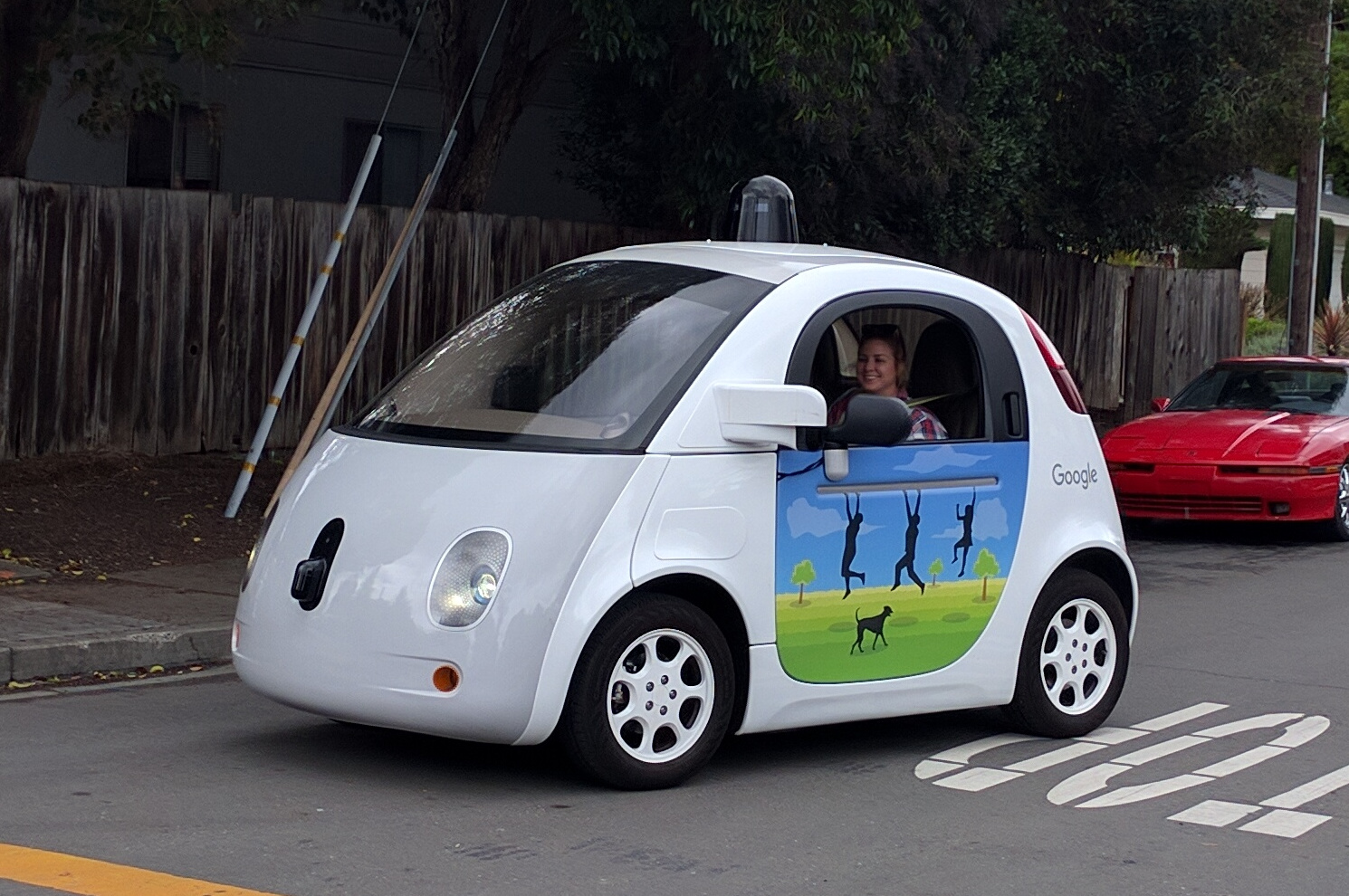
Carro Autônomo do Google, atual Waymo

Waymo (anteriormente conhecido como Projeto de Carro Autônomo do Google) é uma empresa de desenvolvimento de tecnologia para carros autônomos, sendo parte da Alphabet Inc., conglomerado proprietário do Google.
Seu início se deu em 2009 como um projeto ambicioso do Google. Em 2015 o projeto completou seu primeiro passeio sem motorista em estradas públicas, dando um passeio a um homem cego em Austin, Texas.
Em dezembro de 2016, o Google transferiu o projeto para uma nova empresa chamada Waymo, alojando-a no conglomerado da Alphabet Inc. A nova empresa passou a ser liderada pelo executivo John Krafcik e definiu como meta tornar a autocondução disponível em carros para o público em 2020.
Em outubro de 2020, a empresa lançou o serviço de táxi autônomo para o público na cidade de Phoenix, Arizona.

## História
O projeto foi anteriormente liderada por Sebastian Thrun, ex-diretor do Laboratório de Inteligência Artificial de Stanford e coinventor do Google Street View. A equipe de Thrun em Stanford criou o veículo robótico Stanley que ganhou o DARPA Grand Challenge 2005 além do prêmio de US$ 2 milhões do Departamento de Defesa dos Estados Unidos. A equipe de desenvolvimento do sistema consistia de 15 engenheiros que trabalham para o Google, incluindo Chris Urmson, Mike Montemerlo, e Anthony Levandowski que havia trabalhado na DARPA desafios urbanos.
Em 28 de março de 2012, o Google postou um vídeo no YouTube mostrando Steve Mahan, morador da cidade de Morgan Hill, Califórnia,  em um passeio na autônomo do Google Toyota Prius. No vídeo, Mahan afirma que sua visão foi com 95%  encoberta, passando legalmente por cego. Na descrição do vídeo do YouTube, nota-se que a rota cuidadosamente programada leva-o de sua casa para um restaurante drive-through, depois para a loja de limpeza a seco e, finalmente, voltar para casa.
Em agosto de 2012, a equipe anunciou ter completado mais de 300.000 milhas de autonomia (500.000 km) livres de acidentes, normalmente tendo cerca de uma dúzia de carros na estrada a qualquer momento, e estão começando a testá-los com drivers únicos em vez de em pares.
No final de maio de 2014, o Google revelou um novo protótipo de seu carro sem motorista, que não tinha volante, pedal de acelerador ou pedal de freio, sendo 100% autônomo, e apresentou um protótipo totalmente funcional em dezembro do mesmo ano. Em 2015, Steve Mahan, fez o primeiro passeio de autocondução em vias públicas, em Austin, Texas.
Em abril de 2014, a equipe anunciou que seus veículos já registraram quase 700 mil milhas autônomas (1,1 milhão de km).
Em junho de 2015, a equipe anunciou que seus veículos já ultrapassaram os 1.600.000 km, afirmando que isso era "o equivalente a 75 anos de condução típica dos EUA" e que, no processo, encontraram 200.000 sinais de parada, 600.000 semáforos e 180 milhões de outros veículos.  O Google também anunciou seus protótipos de veículos estavam sendo amplamente testada em Mountain View, Califórnia. Durante os testes, a velocidade dos protótipos não exceder 25 mph (40 km/h) e terá motoristas de segurança a bordo o tempo todo. Como consequência, um dos veículos foi parado pela polícia para impedir o fluxo de tráfego.
O Google ampliou seus testes rodoviários para o estado do Texas, onde os regulamentos não proíbem carros sem pedais e um volante.
Em Dezembro de 2016 tinha testado sua frota no total de 3,2 milhões de quilômetros percorridos, além disso foi anunciado renomeação do projeto para Waymo, além do desmembramento do Google com a criando da sua própria divisão.
Em outubro de 2017 a Waymo informou que começou a testar seus carros autônomos na região de Detroit, Michigan, para testar as tecnologias da empresa nas diversas condições do inverno dessa região.
Em novembro de 2017 a empresa publicou dados sobre os testes sendo realizados para aprimorar sua tecnologia para carros autônomos. Entre os dados divulgados, a empresa afirmou que seus carros autônomos já rodaram mais de 4 milhões de milhas (aproximadamente 6,5 milhões de quilômetros) em estradas públicas localizadas em 23 cidades nos Estados Unidos.

## Tecnologia

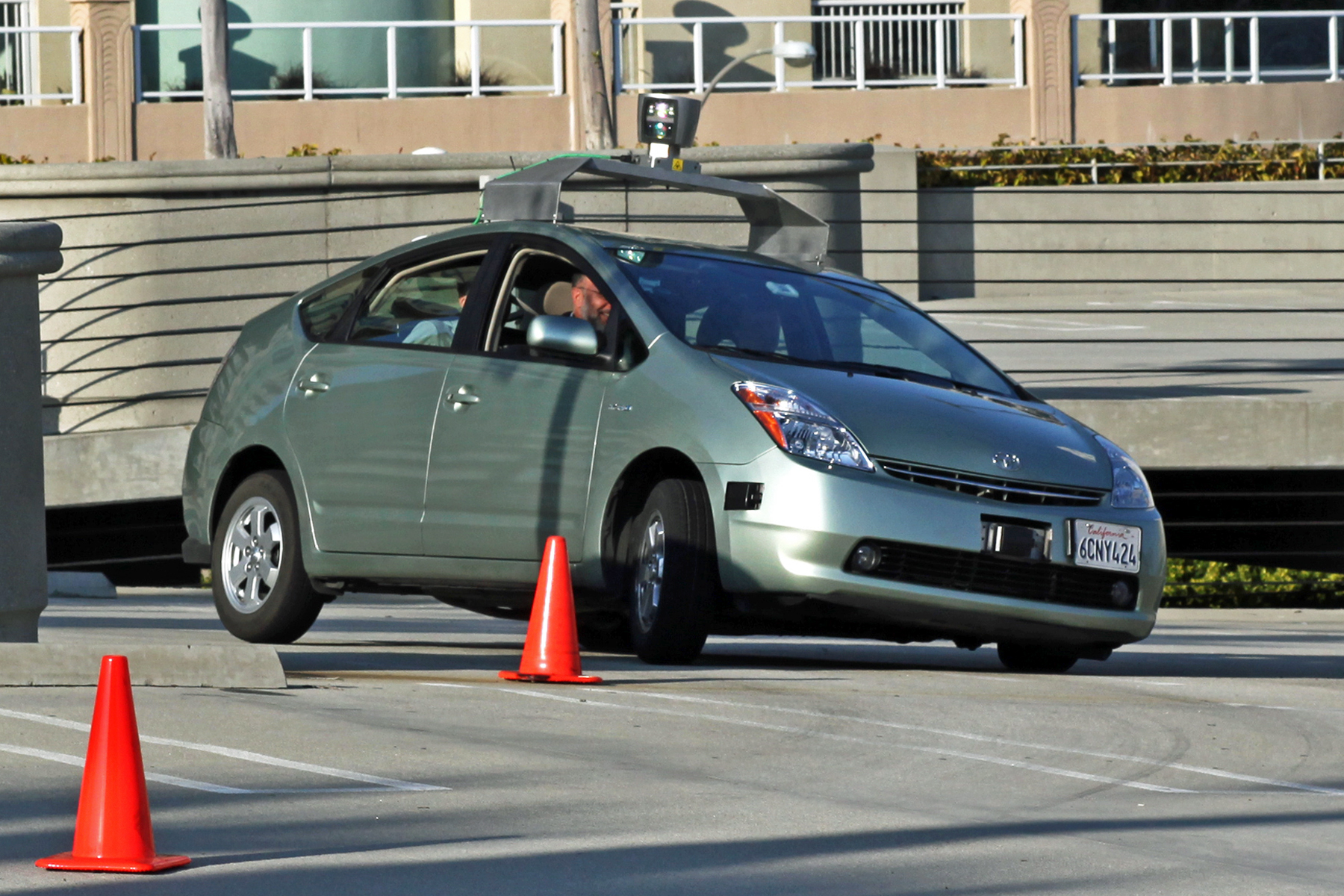
Toyota Prius modificado por Google para operar como veículo autônomo.

A equipe do projeto equipou um número de diferentes tipos de carros com o equipamento de auto-condução, incluindo o Toyota Prius, Audi TT e Lexus RX450h, Google também desenvolveu seu próprio veículo personalizado, que é montado por Roush Enterprises e utiliza equipamentos da Bosch, ZF Lenksysteme, LG, e Continental. Em maio de 2016, Google e Fiat Chrysler Automóveis anunciaram parceria, foram cedidas as minivans Chrysler Pacifica para testar a tecnologia por diante.
Carros robóticos do Google tem cerca de US$ 150.000 em equipamentos, o que inclui US$ 70.000 no sistema LIDAR. O telêmetro montado no topo é um Velodyne laser de 64-beam. Este laser permite que o veículo gere um mapa detalhado 3D de seu ambiente. O carro então utilizam esses mapas gerados e os combina com mapas do mundo em alta resolução, produzindo diferentes tipos de modelos de dados que lhe permitem dirigir.
Em de junho de 2014, o sistema começou  a funcionar com um "mapa de alta precisão de área", que incluirá os semáforos além de sistemas on-board, além de alguns processos serem realizados em formas de computadores remotos.
Veículos do Google têm atravessado San Francisco's Lombard Street, avenida americana famoso por suas curvas íngremes, e através de trânsito da cidade. Os veículos têm impulsionado através da Ponte Golden Gate e ao redor de Lake Tahoe. As unidades do sistema na velocidade limite que armazenou em seus mapas e mantém a sua distância de outros veículos a utilizar o sistema de sensores. O sistema fornece uma substituição que permite que um motorista humano para tomar o controle do carro pisando no freio ou girando a roda, semelhante ao controle de cruzeiro sistemas já encontrado em muitos carros hoje.

## Acidente e Casos
Com base nos próprios relatórios de acidentes do Google, seus carros de teste foram envolvidos em 14 colisões, dos quais outros motoristas foram culpados 13 vezes.Em 2016 foi registrado o primeiro acidente causado pelo software do carro.
Em 14 de fevereiro de 2016 um carro de autônomo do Google tentou evitar sacos de areia bloqueando seu caminho. Durante a manobra, atingiu um ônibus. Google abordou o acidente, dizendo "Neste caso, nós claramente têm alguma responsabilidade, porque se o nosso carro não se moveu lá não teria sido uma colisão."  Google caracterizado o acidente como um mal-entendido e uma experiência de aprendizagem.  A empresa também afirmou: "Este tipo de mal-entendido acontece entre os motoristas humanos na estrada todos os dias."
Em Junho de 2015, fundador do Google Sergey Brin confirmou que houve 12 colisões como essa data, oito dos quais envolvidos a parte traseira do veículo em um sinal de parada ou semáforo, dois em que o veículo foi ultrapassado por um outro motorista, um Dos quais envolvia outro motorista através de um sinal de parada, e um onde um funcionário do Google estava dirigindo manualmente o carro.  Em julho de 2015, três funcionários do Google sofreu ferimentos leves quando o carro de auto-condução que eles estavam andando na via quando foi batido por um carro cujo motorista não conseguiu frear em um semáforo. Esta foi a primeira vez que uma auto-condução carro colisão resultou em lesões.

## Limitações
Em agosto de 2014, de acordo com a Computer World, carros autônomos do Google foram de fato incapazes de usar cerca de 99% das estradas dos EUA. A partir da mesma data, o mais recente protótipo não tinha sido testado com chuva forte ou neve devido a preocupações de segurança. Porque os carros se baseiam principalmente em dados de rota pré-programados, eles não obedecem aos semáforos temporários e, em algumas situações, revertem para um modo mais lento "extremamente cauteloso" em cruzamentos complexos não mapeados. O veículo tem dificuldade em identificar quando objetos, como lixo e detritos leves, são inofensivos, fazendo com que o veículo vire desnecessariamente. Além disso, a tecnologia LIDAR não pode detectar alguns buracos ou discernir quando seres humanos estão sinalizando para o carro parar, como um policial. O Google projeta ter esses problemas corrigidos até 2020.
Além disso, de acordo com especialistas, novas leis serão necessárias se os veículos sem condutores se tornarem uma realidade, pois "a tecnologia avança tão rapidamente que corre o risco de ultrapassar a lei existente".